# Ciocmani, Sălaj
Ciocmani este un sat în comuna Băbeni din județul Sălaj, Transilvania, România.
Apare menționat în documente pentru prima oară în anul 1461, sub denumirea de Chokman.

## Galerie de imagini

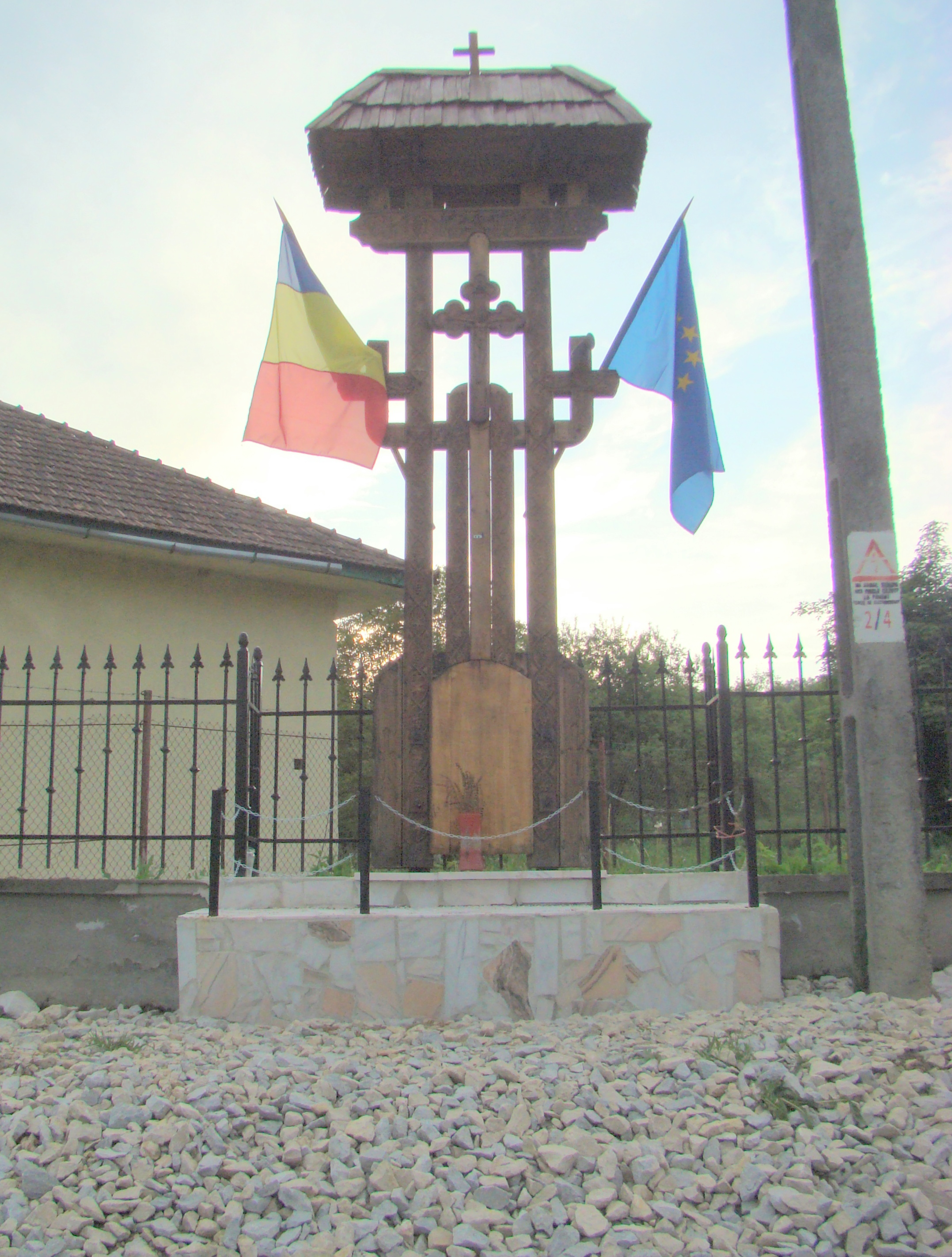
Răstignire
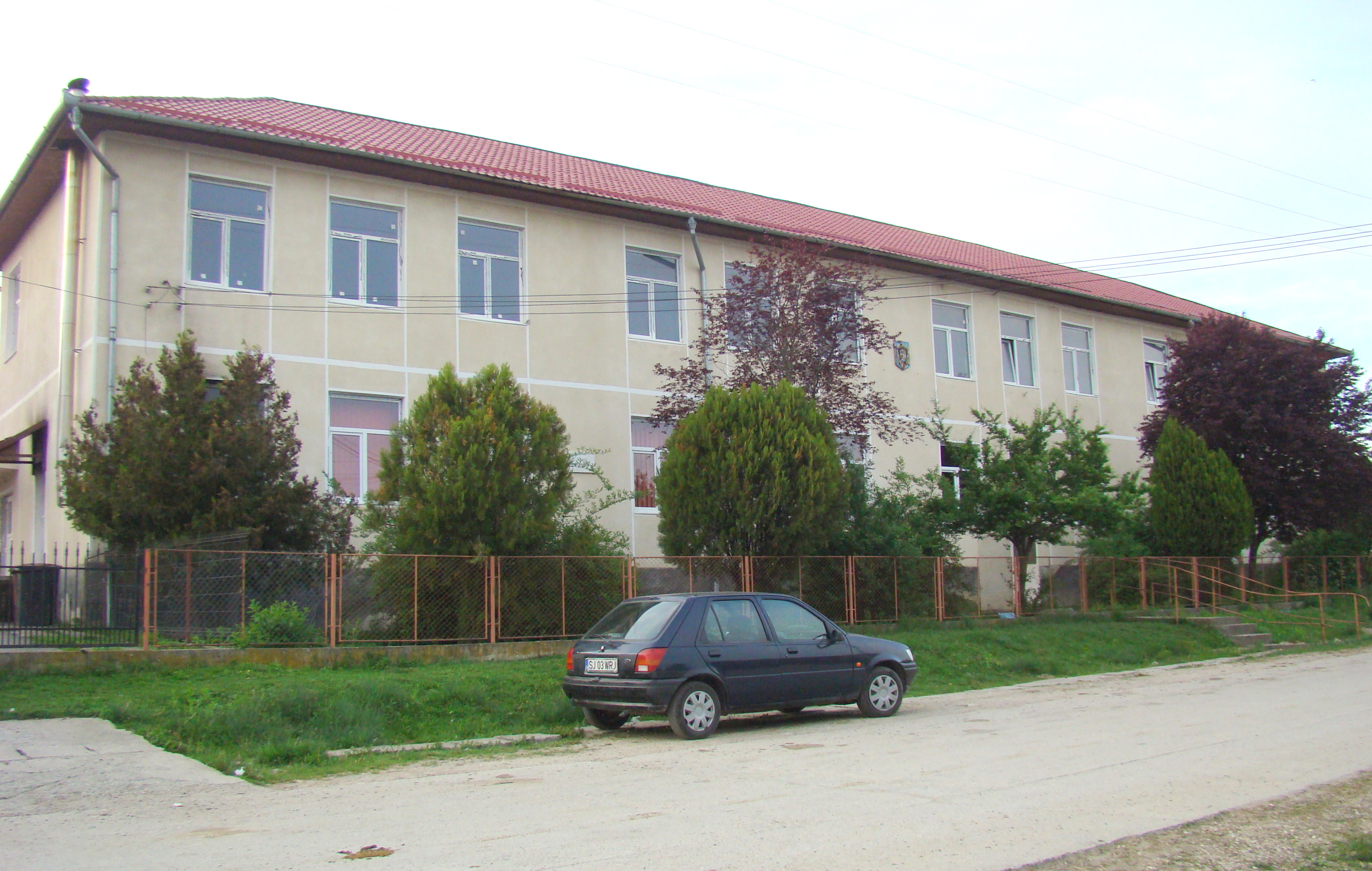
Școala
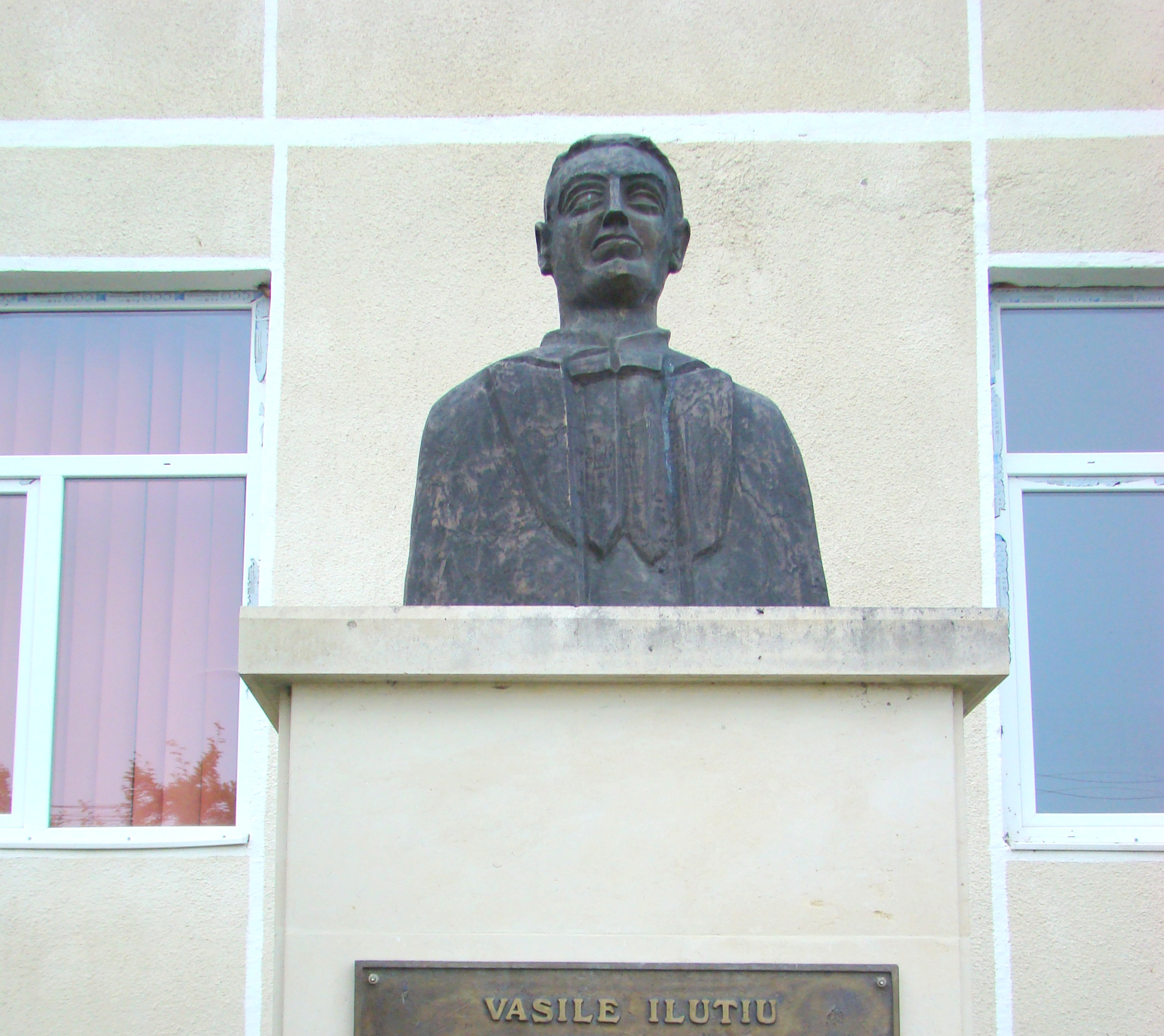
Bustul învățătorului Vasile Iluțiu
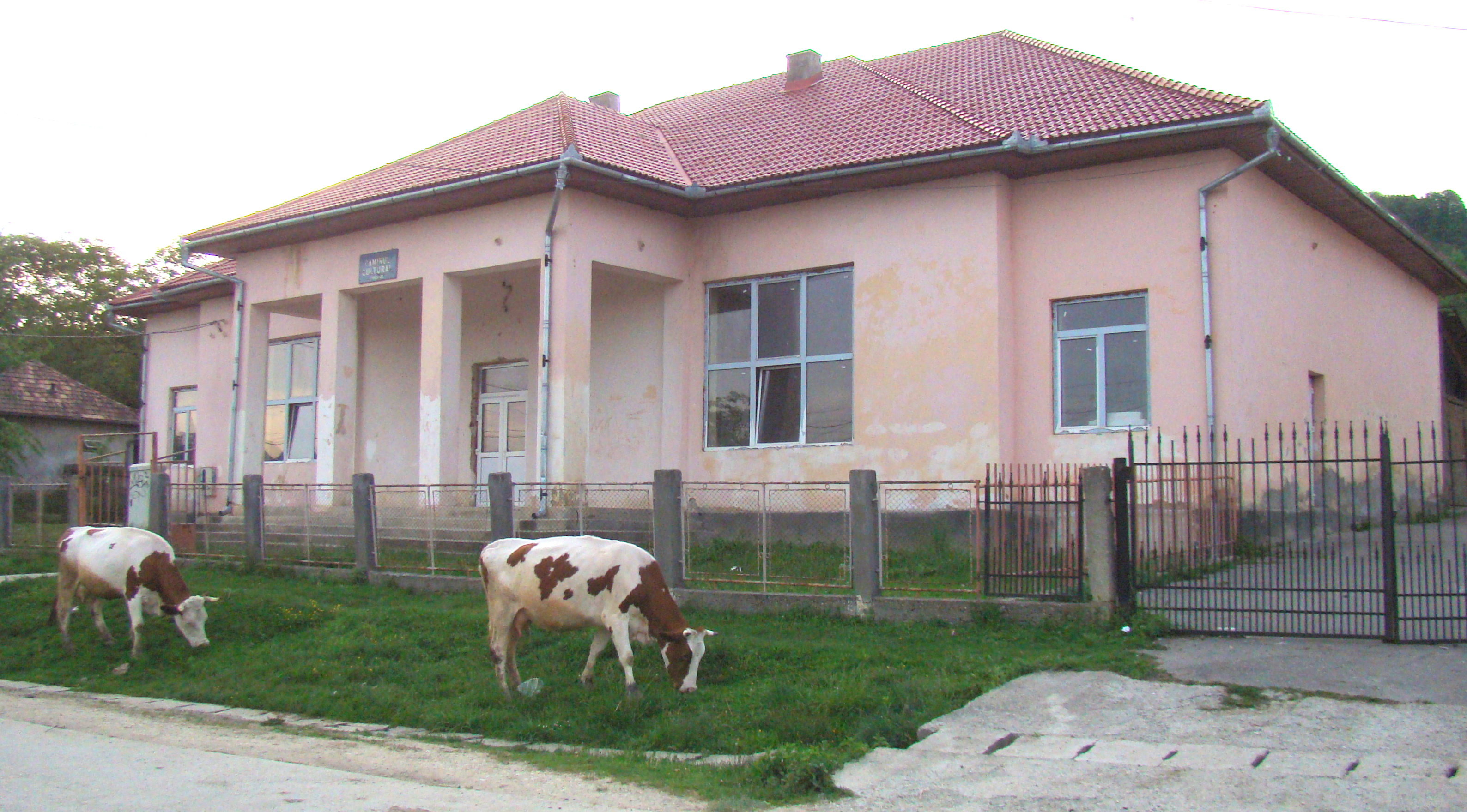
Căminul cultural
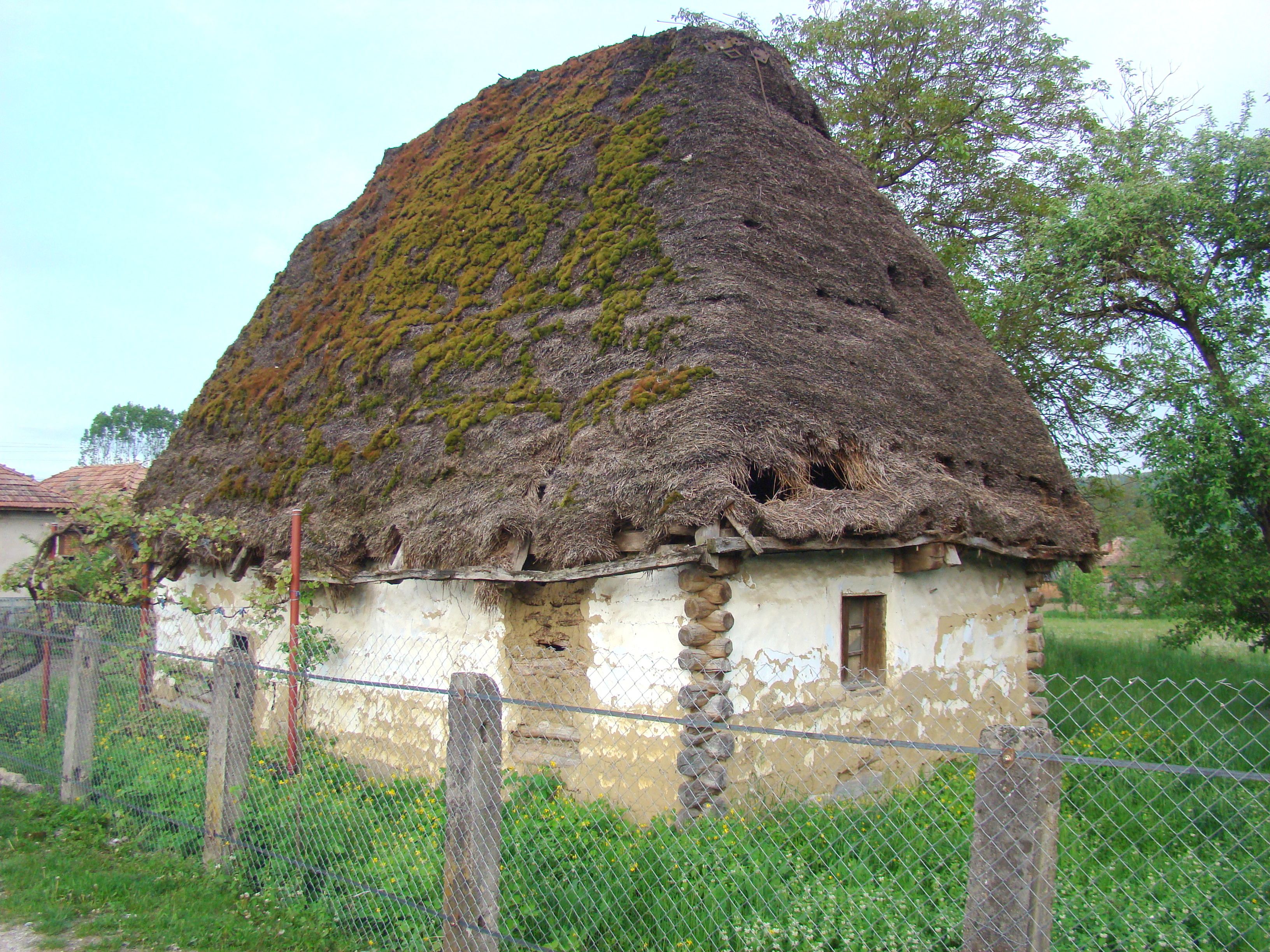
Casă veche din chirpici, acoperită cu paie